# Okręg Yakutat
Okręg Yakutat (ang. City and Borough of Yakutat lub Yakutat City and Borough) – skonsolidowane miasto–okręg (ang. consolidated city-borough) w Stanach Zjednoczonych położony w stanie Alaska. Utworzony w roku 1992.
Okręg Yakutat położony jest nad zatoką Yakutat Bay. Najsłabiej zaludniony okręg Alaski, zamieszkany przez 662 osoby. Największy odsetek ludności stanowi ludność biała (42,4%) oraz rdzenni mieszkańcy (35,8%).
W mieście działa port lotniczy Yakutat.